# Херцеговци
Херцеговци су становници Херцеговине, а у ширем смислу и Старе Херцеговине. Некада су се називали Хумљани или Хуми (по Хуму, како се првобитно називала ова историјска држава). Крунисањем Стјепана Вукчића Косаче у Манастиру Милешеви титулом Херцег Светог Саве, држава Хум се почиње називати Херцеговина а народ који тамо живи Херцеговцима. Пореклом су углавном Срби тј. етничка група српског народа, који могу бити православци (који се махом национално изјашњавају као Срби, а понеки и као Црногорци), и римокатолици (који се махом национално изјашњавају као Хрвати), муслимани (који се махом национално изјашњавају као Бошњаци, до скора Муслимани), као и припадници других вера и народа који ту живе.
У многим византинским и средњовековним списима се помињу као Хумљани или Захумљани и Травуњани. Термин Херцеговац се појављује у издању „Српског рјечника“ Вука Караџића из 1852. у облику Ерцеговац, Ерцеговка, Еро и Еркиња.